# Tim Scott (politicus)
Timothy Eugene (Tim) Scott (North Charleston, South Carolina, 19 september 1965) is een Amerikaanse politicus van de Republikeinse Partij. Hij werd in 2013 senator voor South Carolina. Daarvoor was hij van 2011 tot 2013 afgevaardigde voor het 1e district van South Carolina.
Voorafgaand aan zijn verkiezing tot de Senaat werd Scott gekozen als lid van het Huis van Afgevaardigden van de Verenigde Staten voor het 1e congresdistrict van South Carolina, waar hij diende van 2011 tot 2013. Daarvoor diende hij één termijn in de South Carolina General Assembly van 2009 tot 2011, en was hij lid van de raad van Charleston County van 1995 tot 2009. Voordat hij de politiek inging, werkte Scott in de financiële dienstverlening.
Scott is een van de 11 Afro-Amerikanen die hebben gediend in de Amerikaanse Senaat, en de eerste die heeft gediend in beide kamers van het Congres. Hij is de zevende Afro-Amerikaan die in de Senaat is gekozen en de vierde van de Republikeinse Partij. Hij is de eerste Afro-Amerikaanse senator uit South Carolina, de eerste Afro-Amerikaanse senator die is gekozen uit het zuiden van de Verenigde Staten sinds 1881 (vier jaar na het einde van de Reconstructie), en de eerste Afro-Amerikaanse Republikein die sinds het vertrek van Edward Brooke in 1979 in de Senaat dient.
Op 12 april 2023 richtte Scott een verkennend comité op om deel te nemen aan de voorverkiezing van de Republikeinse Partij voor de presidentsverkiezingen van 2024. Hij diende op 19 mei de benodigde papieren in bij de Federal Election Commission om zich kandidaat te stellen voor het presidentschap en verklaarde officieel zijn kandidatuur op 22 mei.

## Presidentscampagne 2024
In laat 2022 werd gemeld dat verschillende Amerikaanse senatoren, zoals John Barrasso, John Cornyn en Joni Ernst, Scott hadden aangemoedigd om zich kandidaat te stellen voor het presidentschap van de Verenigde Staten in de verkiezingen van 2024.
In februari 2023 werd gemeld dat Scott zich voorbereidde op een presidentscampagne. Hij kondigde een "listentour" aan die zou beginnen met een evenement ter gelegenheid van Black History Month in Charleston, South Carolina, en vervolgens organiseerde hij evenementen en hield toespraken in Iowa, de eerste staat die zal stemmen in de Republikeinse voorverkiezingen van 2024. Andere aangekondigde en vermoedelijke Republikeinse kandidaten organiseerden ook evenementen in Iowa tegelijkertijd met Scott.
Op 12 april 2023 richtte Scott een verkennend comité op om mogelijk deel te nemen aan de presidentsverkiezingen. Op 19 mei registreerde hij zich bij de Federal Election Commission om zich kandidaat te stellen voor het presidentschap. Op 22 mei kondigde hij officieel zijn kandidatuur aan in North Charleston, South Carolina.
Amerikakenner Raymond Mens vertelde bij het tv-programma Vandaag Inside op 24 mei 2023 over de kandidatuur van Scott in de race om het presidentschap. Mens gaf aan zeer te spreken te zijn over het positieve verhaal van Tim Scott, hetgeen de American dream zou uitstralen.

## Standpunten
Belasting en uitgaven
Scott gelooft dat de federale uitgaven en belastingen moeten worden verlaagd, waarbij respectievelijk een gebalanceerde begrotingswijziging en de FairTax worden geïmplementeerd.
Gezondheidszorg
Scott is van mening dat de Affordable Care Act moet worden ingetrokken. Hij heeft gezegd dat de gezondheidszorg in de Verenigde Staten tot de beste ter wereld behoort en dat mensen van over de hele wereld naar Amerikaanse medische scholen komen. Hij ondersteunt een alternatief voor de ACA dat de voordelen behoudt en tegelijkertijd de kosten beheerst door hervorming van het medische aansprakelijkheidssysteem door beperking van niet-economische schade en door hervorming van Medicare. Scott heeft in januari 2019 mede-gesponsord om de Health Insurance Tax twee jaar uit te stellen.
Economische ontwikkeling
Scott ondersteunt infrastructuurontwikkeling en openbare werken voor zijn district. Hij is tegen beperkingen op diepzee-olieboringen. Hij heeft het opportunity zone-ontwerp voorgesteld in de Tax Cuts and Jobs Act van 2017.
Sociale kwesties
Scott omschrijft zichzelf als pro-life. Hij ondersteunt onderzoek naar volwassen en navelstrengbloedstamcellen, maar is tegen door belastingbetalers gefinancierd onderzoek naar embryonale stamcellen en het creëren van menselijke embryo's voor experimenten. Hij is tegen euthanasie en het homohuwelijk. Scott is ook tegen instructie over genderidentiteit op scholen. In 2022 en 2023 hebben hij en Senator Rick Scott (geen familie) samen het PROTECT Kids Act mede-gesponsord, dat de federale financiering aan instellingen zou beperken die voorkeursvoornaamwoorden en gender-neutrale badkamers en kleedkamers toestaan, evenals die kinderen seksuele geaardheid verbergen voor hun ouders, onder andere maatregelen. Scott is een uitgesproken tegenstander van abortus en ondersteunt de anti-abortusbeweging in de Verenigde Staten. In een interview in 2023 zei hij dat hij een federale abortuswet zou ondertekenen die abortus verbiedt na 20 weken zwangerschap als hij tot president zou worden gekozen.
Immigratie
Scott ondersteunt federale wetgeving die vergelijkbaar is met Arizona SB 1070. Hij is voorstander van het versterken van de straffen voor werkgevers die bewust illegale immigranten in dienst nemen. Hij promoot ook culturele assimilatie door Engels de officiële taal in de overheid te maken en nieuwe immigranten Engels te laten leren. Hij is tegen een weg naar burgerschap voor mensen zonder documenten.
Arbeid
Scott heeft een wetsvoorstel ingediend dat voedselbonnen zou weigeren aan gezinnen waarvan het inkomen is gedaald tot het punt van in aanmerking komen omdat een gezinslid deelneemt aan een arbeidsstaking.
Buitenlands beleid
Scott pleitte voor voortgezette militaire aanwezigheid in Afghanistan en geloofde dat een vroegtijdige terugtrekking al-Qaeda ten goede zou komen. Hij beschouwt Iran als het gevaarlijkste land ter wereld en vindt dat de VS pro-democratische groepen daar moeten ondersteunen. Scott was tegen de militaire interventie in Libië in 2011.
China
In november 2017 was Scott een van de negen medevoorzitters van een wetsvoorstel dat de mogelijkheid van de federale overheid zou vergroten om buitenlandse aankopen van Amerikaanse bedrijven te voorkomen door het Committee on Foreign Investment in the United States (CFIUS) te versterken. Dit zou het CFIUS in staat stellen om ook kleinere investeringen te beoordelen en mogelijk af te wijzen op basis van nationale veiligheidsfactoren, waaronder of informatie over Amerikanen zou worden blootgesteld bij transacties of dat een deal fraude zou vergemakkelijken.
Handel
In januari 2018 was Scott een van de 36 Republikeinse senatoren die een brief ondertekenden waarin ze pleitten voor het behoud van het Noord-Amerikaanse Vrijhandelsakkoord (NAFTA) door het te moderniseren voor de 21e eeuw.
Bodycams
Voor de politie Na de schietpartij op Walter Scott (geen familie), drong Scott er bij de Senaat op aan om hoorzittingen te houden over bodycams voor de politie.
Milieu
In 2017 ondertekende Scott een brief aan president Donald Trump waarin hij opriep om de Verenigde Staten terug te trekken uit het Parijsakkoord.
Rechterlijke benoemingen
Scott ontmoet rechter Brett Kavanaugh in juli 2018 Scott steunde de benoeming van Ryan Bounds tot het 9e Amerikaanse Hof van Beroep niet, waarmee hij effectief de benoeming beëindigde. Zijn beslissing was gebaseerd op wat hij de "bevooroordeelde uitspraken die Bounds maakte als student aan Stanford in de jaren 90" noemde. Marco Rubio sloot zich kort daarna bij hem aan in het verzet tegen de benoeming, wat Mitch McConnell ertoe bracht de benoeming in te trekken.
Scott met rechter Amy Coney Barrett in september 2020 In november 2018 ging Scott tegen zijn partij in door zich te verzetten tegen de benoeming van Thomas A. Farr voor een federale rechtersfunctie. Farr werd beschuldigd van het onderdrukken van Afro-Amerikaanse kiezers. Scott verwees naar Farr's betrokkenheid bij de verkiezingscampagnes van Jesse Helms in 1984 en 1990, die gericht waren op het onderdrukken van zwarte kiezers, en een memo uit 1991 van het ministerie van Justitie onder de regering van George H. W. Bush. In de memo stond dat "Farr de belangrijkste coördinator was van het 'ballot security'-programma van 1984 dat werd uitgevoerd door de NCGOP en het Helms for Senate Committee in 1984. Hij coördineerde verschillende 'ballot security'-activiteiten in 1984, waaronder het versturen van ansichtkaarten naar kiezers in overwegend zwarte districten, die bedoeld waren om als basis te dienen om kiezers op verkiezingsdag aan te vechten." Scott legde verder uit dat de Republikeinse Partij "niet erg goed is in het vermijden van de voor de hand liggende obstakels op het gebied van ras in Amerika." De Wall Street Journal bekritiseerde Scott in een redactioneel commentaar en betoogde dat de Democraten Farr's nederlaag zouden zien als een "rechtvaardiging van hun meest oneerlijke en opruiende raciale tactieken." In een brief aan de Wall Street Journal zei Scott dat de publicatie probeerde "zorgen" over de benoeming van Farr af te leiden.
President Trump en verhouding tot ras

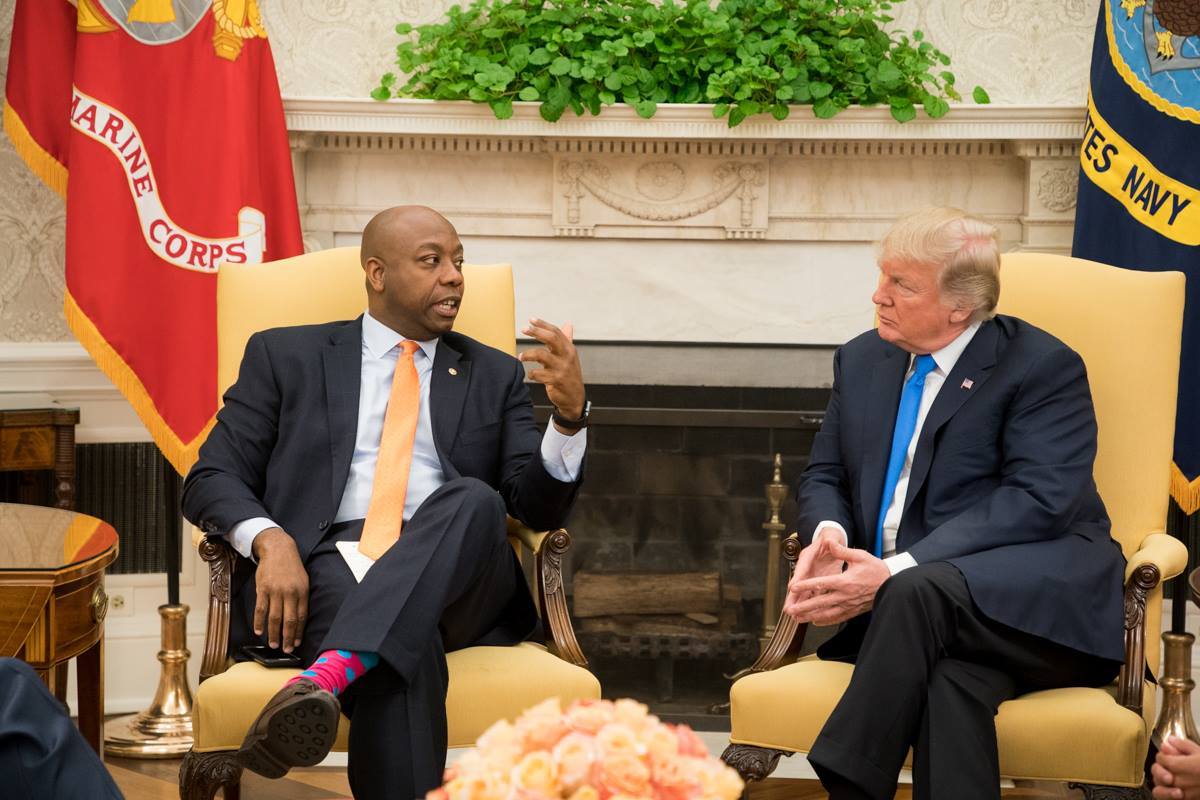
Tim Scott op bezoek bij president Trump in het witte huis.

In 2017 reageerde Scott op de "Unite the Right"-bijeenkomst in Charlottesville door te erkennen dat "racisme echt is. Het leeft." Op de vraag om commentaar te geven op de uitspraak van Trump dat er aan beide zijden "goede mensen" waren bij de bijeenkomst en dat er "schuld aan beide kanten" was voor het daaropvolgende geweld, zei Scott dat hoewel Trump aanvankelijk "haat, bigotterij en racisme" had "afgewezen" in zijn "sterke" opmerkingen op de maandag daarna, zijn opmerkingen op dinsdag "de sterke opmerkingen begonnen uit te wissen. Wat we willen zien van onze president is duidelijkheid en moreel gezag. En dat morele gezag wordt aangetast wanneer dinsdag gebeurt. Daar bestaat geen twijfel over [...] Ik ga het onverdedigbare niet verdedigen." 
Trump nodigde Scott uit voor een ontmoeting op woensdag, waarna Scott zei dat Trump "zeer ontvankelijk was voor luisteren. Dat is een sleutel tot begrip", en dat hij "duidelijk had nagedacht over wat hij had gezegd, over zijn bedoelingen en de percepties van die opmerkingen", die "niet precies waren wat hij bedoelde". 
Scott riep Trump op om zijn tweets te verwijderen waarin hij demonstranten tegen de moord op George Floyd aanviel. Scott zei: "Dat zijn geen constructieve tweets, zonder enige twijfel. Ik ben dankbaar dat we het gesprek kunnen voeren. ... We hebben het gehad over het feit dat er een constructieve manier is om een dialoog te voeren met een natie op een vergelijkbare manier als na Charlottesville. De president zal luisteren, als je hem betrekt bij de feiten van de kwestie." Scott pleitte er ook voor dat Trump zijn retweet van aanhangers die "white power" scandeerden, zou verwijderen, wat hij al snel deed.

## Persoonlijk
Scott is ongehuwd. Vroeg in zijn publieke leven (op 30-jarige leeftijd) gaf hij toe nog een maagd te zijn en moedigde hij premaritale onthouding aan. Tijdens de voorverkiezingen van de Republikeinse Partij in 2024 weigerde hij commentaar te geven op dit onderwerp toen hij werd gevraagd. Hij bezit een verzekeringsagentschap en is partner bij Pathway Real Estate Group, LLC. Scott is een evangelische protestant en lid van Seacoast Church, een grote evangelische kerk in Charleston.
Scott staat bekend om het dragen van excentrieke sokken. Op zijn website verkoopt hij tevens zijn eigen sokken.
Alabama: Tuberville (R) · Britt (R)
Alaska: Murkowski (R) · Sullivan (R)
Arizona: Kelly (D) · Gallego (D)
Arkansas: Boozman (R) · Cotton (R)
Californië: Padilla (D) · Schiff (D)
Colorado: Bennet (D) · Hickenlooper (D)
Connecticut: Blumenthal (D) · Murphy (D)
Delaware: Coons (D) · Blunt Rochester (D)
Florida: R. Scott (R) · Moody (R)
Georgia: Ossoff (D) · Warnock (D)
Hawaï: Schatz (D) · Hirono (D)
Idaho: Crapo (R) · Risch (R)
Illinois: Durbin (D) · Duckworth (D)
Indiana: Young (R) · Banks (R)
Iowa: Grassley (R) · Ernst (R)
Kansas: Moran (R) · Marshall (R)
Kentucky: McConnell (R) · Paul (R)
Louisiana: Cassidy (R) · Kennedy (R)
Maine: Collins (R) · King (O)
Maryland: Van Hollen (D) · Alsobrooks (D)
Massachusetts: Warren (D) · Markey (D)
Michigan: Peters (D) · Slotkin (D)
Minnesota: Klobuchar (D) · Smith (D)
Mississippi: Wicker (R) · Hyde-Smith (R)
Missouri: Hawley (R) · Schmitt (R)
Montana: Daines (R) · Sheehy (R)
Nebraska: Fischer (R) · Ricketts (R)
Nevada: Cortez Masto (D) · Rosen (D)
New Hampshire: Shaheen (D) · Hassan (D)
New Jersey: Booker (D) · Kim (D)
New Mexico: Heinrich (D) · Luján (D)
New York: Schumer (D) · Gillibrand (D)
North Carolina: Tillis (R) · Budd (R)
North Dakota: Hoeven (R) · Cramer (R)
Ohio: Moreno (R) · Husted (R)
Oklahoma: Lankford (R) · Mullin (R)
Oregon: Wyden (D) · Merkley (D)
Pennsylvania: Fetterman (D) · McCormick (R)
Rhode Island: Reed (D) · Whitehouse (D)
South Carolina: Graham (R) · T. Scott (R)
South Dakota: Thune (R) · Rounds (R)
Tennessee: Blackburn (R) · Hagerty (R)
Texas: Cornyn (R) · Cruz (R)
Utah: Lee (R) · Curtis (R)
Vermont: Sanders (O) · Welch (D)
Virginia: Warner (D) · Kaine (D)
Washington: Murray (D) · Cantwell (D)
West Virginia: Moore Capito (R) · Justice (R)
Wisconsin: Johnson (R) · Baldwin (D)
Wyoming: Barrasso (R) · Lummis (R)
(D): Democraat · (R): Republikein · (O): Onafhankelijk
- Gemeinsame Normdatei: 1276136935
- International Standard Name Identifier: 0000 0004 4420 5438
- Library of Congress Control Number: no2014156418
- SNAC: w64c3rj8
- Biographical Directory of the United States Congress: S001184
- Virtual International Authority File: 312881968
- WorldCat: E39PBJhX3d9cq3hXFGFfvbWJjC